# Walther Becker
Walther Becker (* 30. Mai 1894 in Weidenau, Westfalen; † 8. März 1973 in Bad Godesberg) war ein deutscher Diplomat.

## Biografie
Becker studierte nach dem Schulbesuch Wirtschaftswissenschaften und Staatswissenschaften an der Friedrich-Schiller-Universität Jena, der Ludwig-Maximilians-Universität München sowie der Eberhard Karls Universität Tübingen und schloss dieses Studium 1920 mit der Promotion zum Dr. rer. pol. ab.
1921 trat er als wissenschaftlicher Hilfsarbeiter in den diplomatischen Dienst ein und fand nach einer längeren Tätigkeit im Auswärtigen Amt Verwendungen an den Auslandsvertretungen in New York City, Washington, D.C. sowie Rio de Janeiro, wo er 1939 zum Gesandtschaftsrat 1. Klasse ernannt wurde. Im Anschluss wechselte er an die Botschaft in Spanien und wurde dort 1943 zum Botschaftsrat befördert. Becker trat zum 1. November 1935 der NSDAP bei (Mitgliedsnummer 3.500.004).
Nach dem Ende des Zweiten Weltkrieges war er zwischen 1945 und 1951 zunächst als Syndikus in der Privatwirtschaft in Hamburg tätig, ehe er 1951 nach Gründung des Auswärtigen Amts wieder in den diplomatischen Dienst eintrat und stellvertretender Leiter der Abteilung für Handelspolitik wurde. Über seine Entnazifizierung ist nichts bekannt. Zugleich war er zunächst stellvertretender Leiter der Unterabteilung B, die für die Koordination des Wirtschaftsressorts sowie die Handelsbeziehungen zu einzelnen Ländern zuständig war, und dann 1952 Leiter der Unterabteilung A, die sich mit allgemeinen Fragen der Handelspolitik befasste.
Im Anschluss war er von 1954 bis zu seiner altersbedingten Versetzung in den Ruhestand 1959 Botschafter in Ägypten.